# گراون (میشیگان)
گراون (به انگلیسی: Grawn) یک منطقهٔ مسکونی در ایالات متحده آمریکا است که در شهرستان گراند تراوس، میشیگان واقع شده‌است. گراون ۱٫۶۴ کیلومتر مربع مساحت و ۷۷۲ نفر جمعیت دارد و ۲۷۱ متر بالاتر از سطح دریا واقع شده‌است.